# István Sallói
István Sallói (ur. 26 września 1966 w Oroszlány) – węgierski piłkarz, grający na pozycji napastnika.

## Kariera
Seniorską karierę rozpoczynał w 1985 roku w Videotonie. W 1989 roku został zawodnikiem Ráby ETO, a rok później wrócił do Videotonu. W latach 1993–1994 był piłkarzem Honvédu Budapeszt, zdobywając z tym klubem w sezonie 1993/1994 wicemistrzostwo kraju. W 1994 roku przeszedł do Beitaru Jerozolima, z którym dwukrotnie (1996/1997, 1997/1998) zdobył mistrzostwo Izraela. Karierę zakończył w 2001 roku w Maccabi Herclijja.
W latach 1992–1995 rozegrał 13 spotkań w reprezentacji Węgier.

## Statystyki ligowe
| Sezon         | Klub              | Liga        | Mecze | Gole |
| ------------- | ----------------- | ----------- | ----- | ---- |
| 1985/1986     | Videoton SC       | NB I        | 4     | 0    |
| 1986/1987     | Videoton SC       | NB I        | 26    | 3    |
| 1987/1988     | Videoton SC       | NB I        | 15    | 0    |
| 1988/1989 (j) | Videoton SC       | NB I        | 9     | 1    |
| 1988/1989 (w) | Rába ETO          | NB I        | 9     | 2    |
| 1989/1990     | Rába ETO          | NB I        | 26    | 6    |
| 1990/1991     | Videoton SC       | NB I        | 28    | 9    |
| 1991/1992     | Videoton-Waltham  | NB I        | 30    | 14   |
| 1992/1993     | Videoton-Waltham  | NB I        | 19    | 11   |
| 1993/1994     | Kispest-Honvéd FC | NB I        | 18    | 9    |
| 1994/1995 (j) | Kispest-Honvéd FC | NB I        | 4     | 0    |
| 1994/1995     | Beitar Jerozolima | Liga Leumit | 23    | 11   |
| 1995/1996     | Beitar Jerozolima | Liga Leumit | 26    | 14   |
| 1996/1997     | Beitar Jerozolima | Liga Leumit | 23    | 10   |
| 1997/1998     | Beitar Jerozolima | Liga Leumit | 23    | 16   |
| 1998/1999     | Beitar Jerozolima | Liga Leumit | 21    | 8    |
| 1999/2000     | Maccabi Herclijja | Ligat ha’Al | 34    | 10   |
| 2000/2001     | Maccabi Herclijja | Liga Leumit | 13    | 2    |